# Monte Grande, Zacatecas
Monte Grande är en ort i Mexiko.   Den ligger i kommunen Villa Hidalgo och delstaten Zacatecas, i den centrala delen av landet, 400 km nordväst om huvudstaden Mexico City. Monte Grande ligger 2 113 meter över havet och antalet invånare är 290.
Terrängen runt Monte Grande är platt åt sydväst, men åt nordost är den kuperad. Runt Monte Grande är det ganska glesbefolkat, med 45 invånare per kvadratkilometer. Närmaste större samhälle är Salinas de Hidalgo, 19,7 km norr om Monte Grande. Omgivningarna runt Monte Grande är i huvudsak ett öppet busklandskap.